# Бриль, Матеус
Матеус (Маттейс) Бриль (нидерл. Matthijs Bril de Jongere; 1550, Антверпен — 8 июня 1583, Рим) — фламандский художник: рисовальщик и живописец-маньерист и гравёр, пейзажист. романист. Старший брат Пауля Бриля. Член большой семьи художников из Антверпена.

## Биография
Матеус Бриль родился в Антверпене, в семье художника Маттеуса Бриля Старшего. Как и его младший брат Пауль, вероятно, начал своё художественное образование с отцом в родном городе. Около 1575 года он переехал в столицу Италии город Рим.
В Риме он работал над несколькими фресками в Ватиканском (Апостольском) дворце, в том числе над «Видами Рима с перенесением останков святого Григория Назианзина», выполненными вскоре после фактического переноса останков этого святого в Рим в июне 1580 года. Примерно в 1582 году или позднее, к Матеусу присоединился его младший брат Пауль.
Второй большой проект Матеуса Бриля в Риме был осуществлён в Башне Ветров. Это здание Ватиканского дворца было построено между 1578 и 1580 годами по проекту болонского архитектора Оттавиано Маскерино как астрономическая обсерватория для изучения реформы григорианского календаря (откуда второе название башни — Григорианская), проведенной папой Григорием XIII. С помощью брата Матеус украсил четыре комнаты фресками на библейские темы в виде пейзажных фризов и две комнаты топографическими видами Рима и воображаемыми ведутами в форме квадратур. Он также писал пейзажи в двух залах Палаццо Орсини в Монтеротондо (к северу от Рима), которые он снабжал подписью-идеограммой в виде маленьких очков (каламбур его фамилии, поскольку фламандское слово «bril» буквально означает «очки»).
После того, как Матеус Бриль скончался в 1584 году в Риме, его брат продолжил его работы, и многие из них завершил.
Творчество Матеуса Бриля в настоящее время известно в основном благодаря его пейзажам: рисункам и гравюрам двух типов: пейзажам топографического характера и воображаемым ландшафтам. Матеус Бриль внёс заметный вклад в жанр нидерландской ведуты, сочетая пристальное внимание к деталям с перспективой, подчёркивающей монументальность изображённых зданий. Последнее было достигнуто за счет использования пониженной точки зрения и приёмов усиленно сходящейся перспективы.

## Галерея

Горный пейзаж с рекой, отшельником и церковью. 1570–1583. Бумага, чёрный мел, перо, кисть чёрные и коричневые чернила. Метрополитен-музей, Нью-Йорк
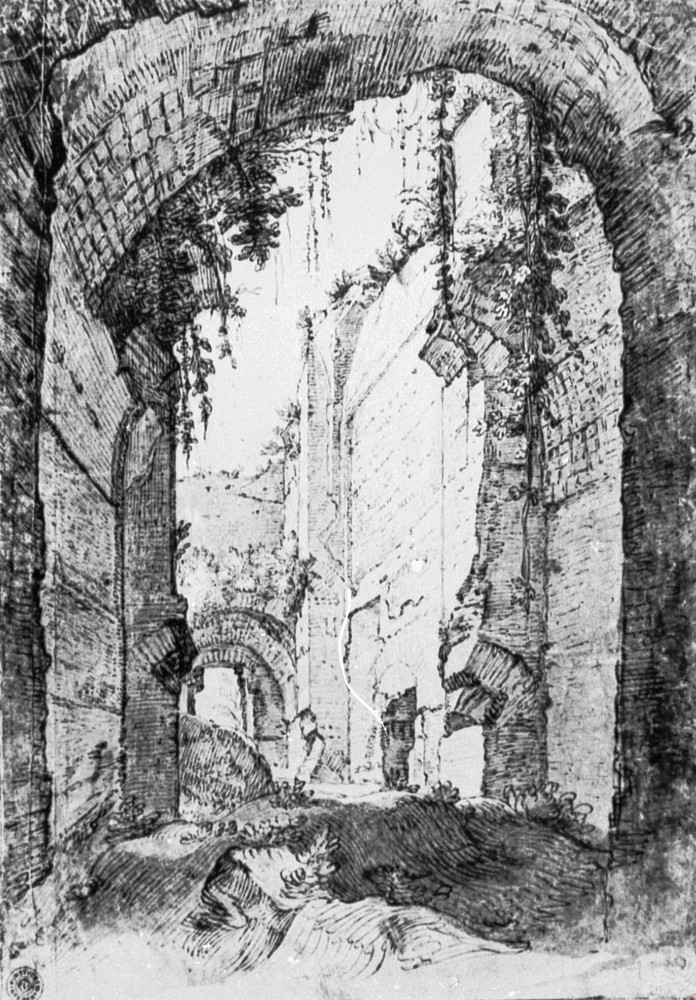
Итальянские руины. Бумага, перо, тушь
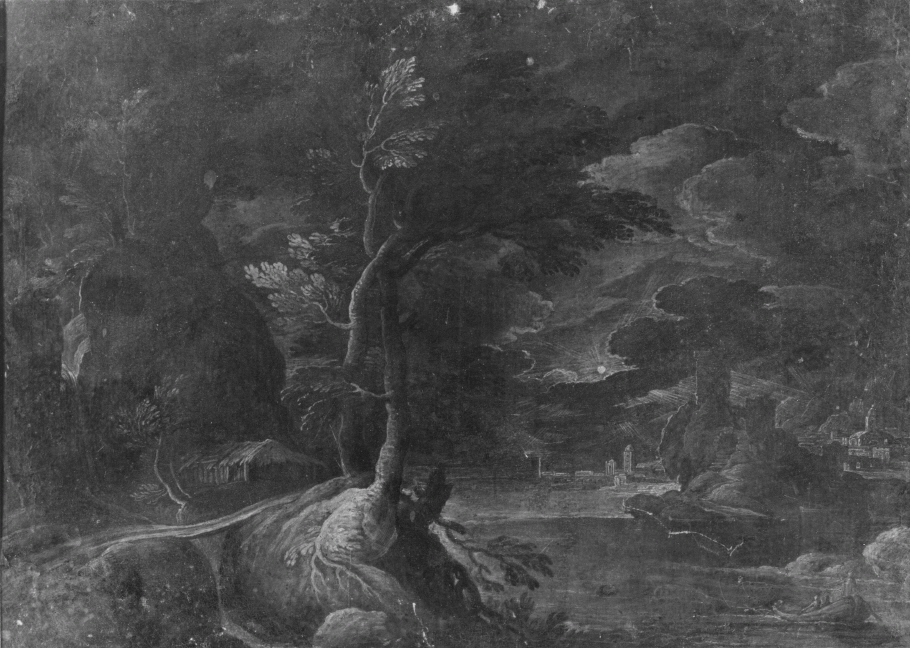
Лунный пейзаж. Между 1570 и 1583. Холст, масло. 	Национальный музей изобразительных искусств, Стокгольм
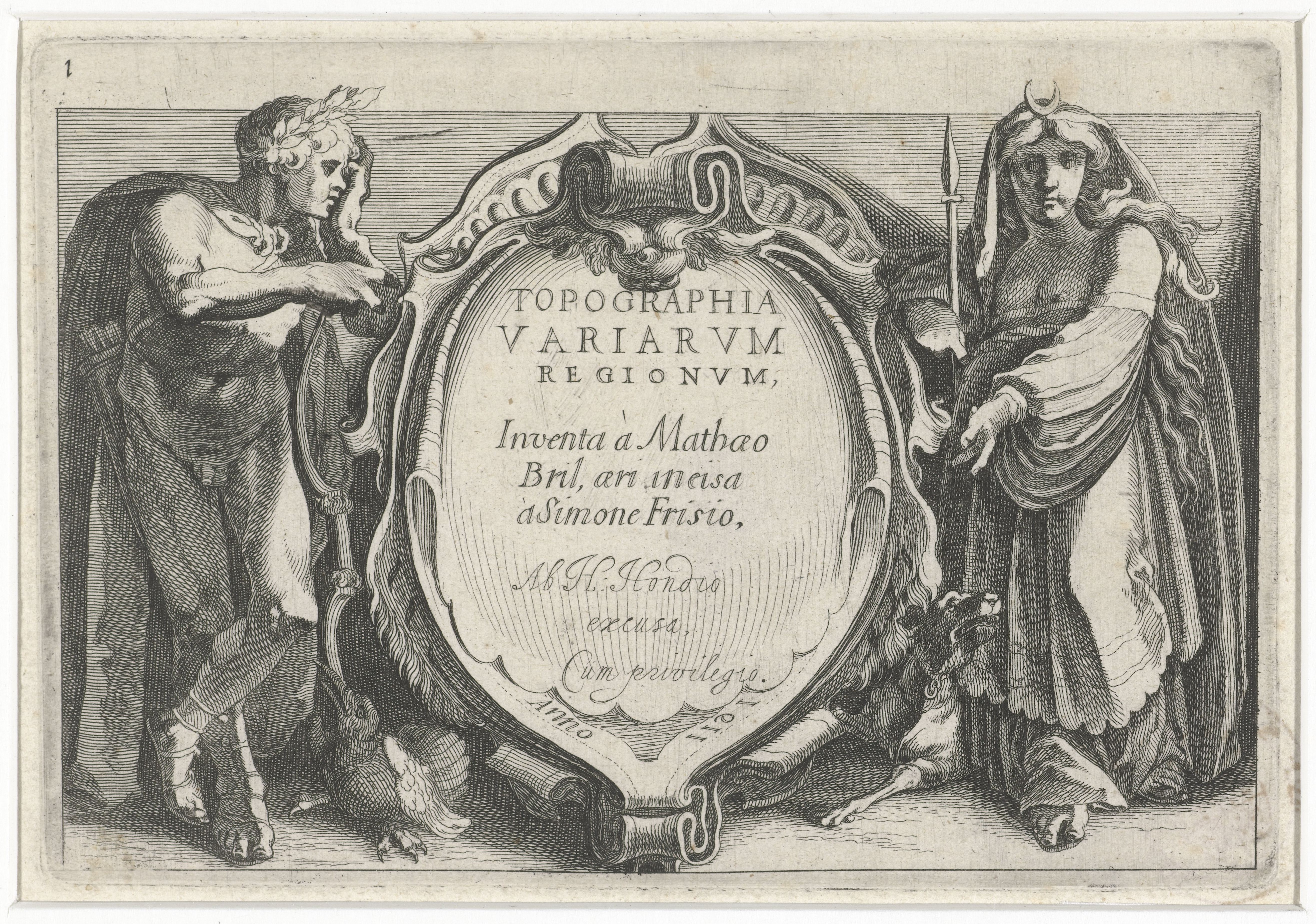
Диана и Аполлон. Титульный лист серии «Топография различных регионов» (Topographia variarum regionum). Офорт
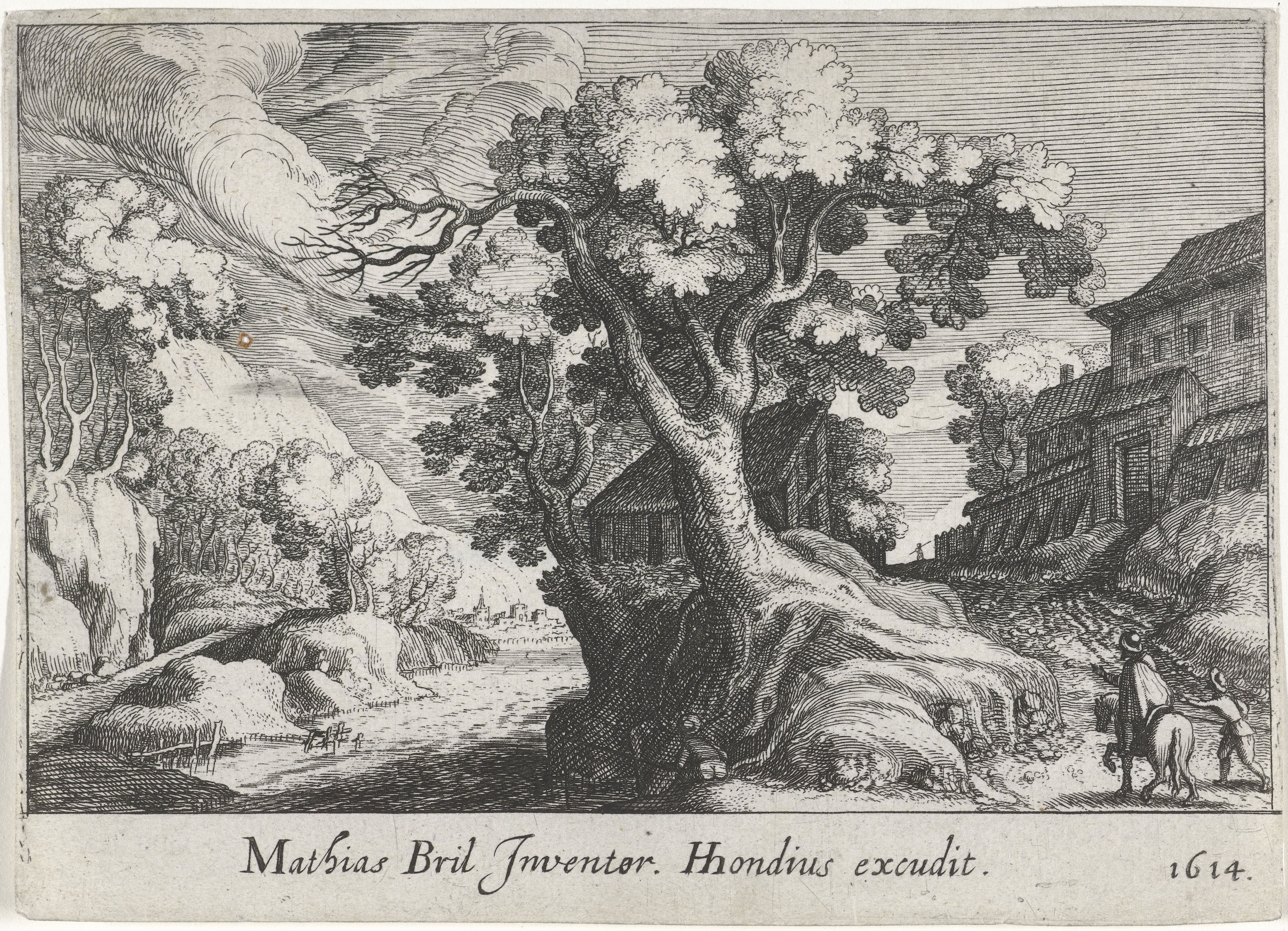
Речной пейзаж с деревом. Из серии «Топография различных регионов» (Topographia variarum regionum). Офорт